# Stadtteilbibliothek „Walter Hofmann“

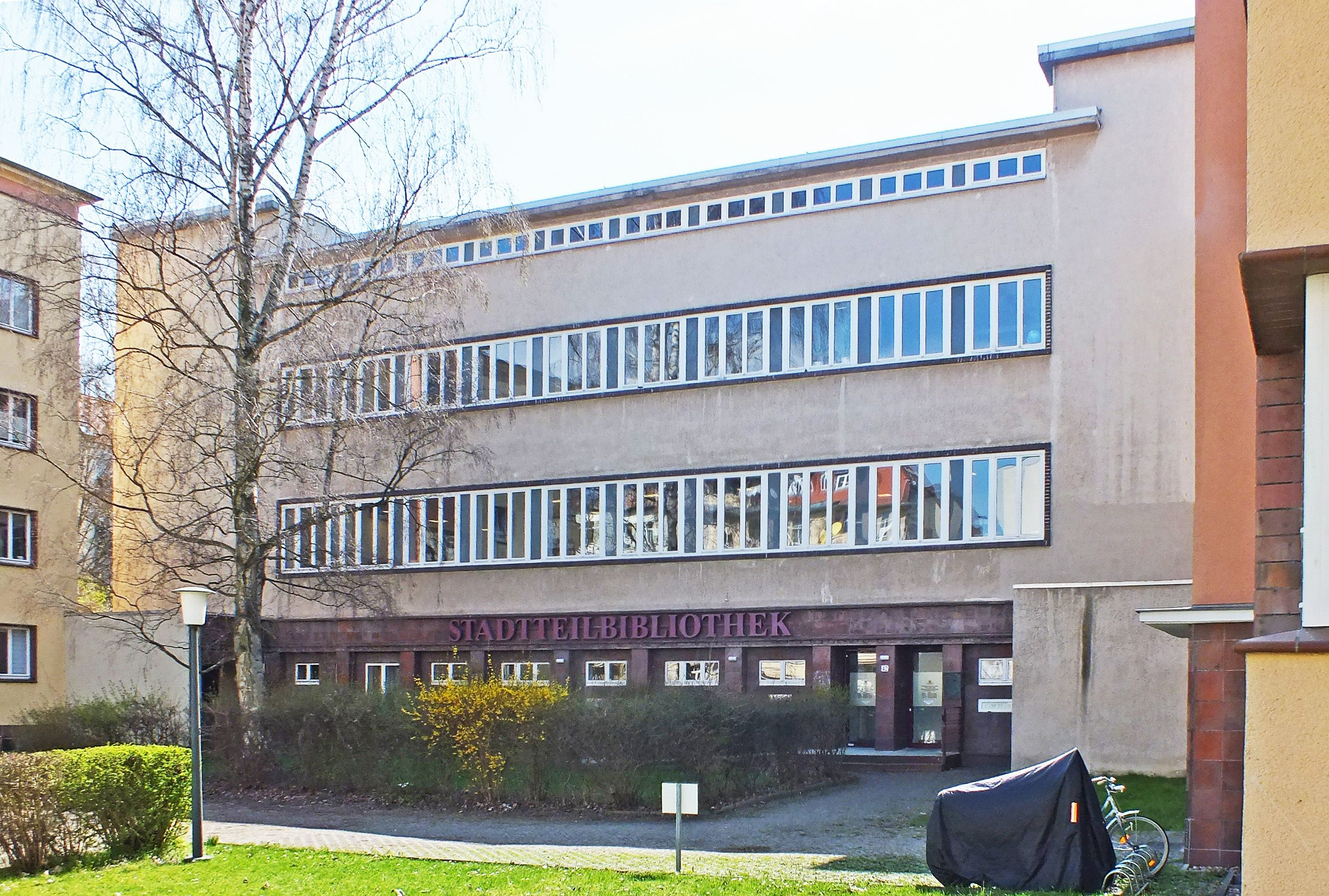
Stadtteilbibliothek „Walter Hofmann“ (2023)

Die Stadtteilbibliothek „Walter Hofmann“ ist ein Teil des kommunalen Unternehmens „Leipziger Städtische Bibliotheken“. Sie befindet sich in der Leipziger Südvorstadt in der Steinstraße 42. Das Gebäude steht unter Denkmalschutz.

## Beschreibung
Die Bibliothek ist ein etwa 40 Meter langes Gebäude im Stil der Moderne parallel zur Steinstraße und etwa die gleiche Strecke von dieser entfernt. Es steht circa einen Meter über dem Straßenniveau hinter einer schlichten Grünanlage, die von zwei Wohnhäusern begrenzt wird. Der Höhenunterschied wird durch eine breite, flach ansteigende Rampe überwunden.

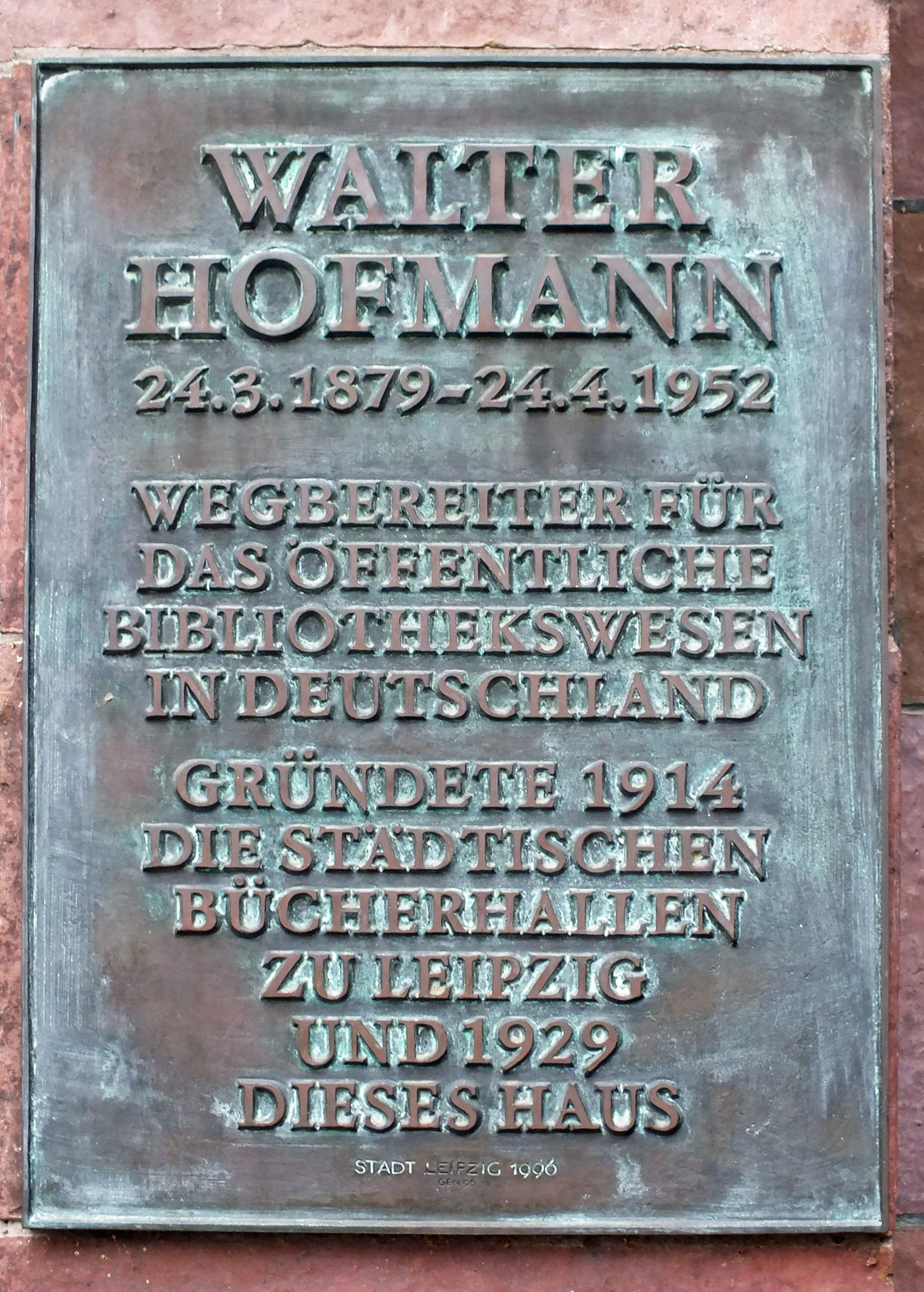
Gedenktafel Walter Hofmann (2023)

Das dreigeschossige Gebäude mit Flachdach besitzt einen durch drei in ihrer Höhe abnehmende Fensterbänder horizontal betonten Mitteltrakt zwischen zwei etwas höheren Seitenteilen. Das Erdgeschoss ist mit Ullersdorfer Klinkerplatten verkleidet, während die Etagen einen Rauputz tragen. Im Gegensatz zur flachen Vorderfront ist die Rückseite des Gebäudes durch Anfügen und Ineinanderschieben unterschiedlich hoher Bauteile funktional durchgestaltet. Neben dem Eingang ist eine Gedenktafel an den Gründer der Einrichtung Walter Hofmann (1879–1952) angebracht.
Im Erdgeschoss befinden sich die Ausgabe und die Phonothek, in der ersten Etage die Bücher für Erwachsene sowie Internet-Arbeitsplätze und in der zweiten Etage die Kinderbibliothek. Als Belletristik, Sach- und Kinderliteratur, Zeitschriften und Spiele bietet sie circa 40.000 Medien an. Im Treppenhaus werden regelmäßig wechselnde Ausstellungen von Leipziger Künstlern präsentiert. Mit Lesungen sowie Spiel- und Bastelveranstaltungen für Kinder trägt die Bibliothek über ihr Buchangebot hinaus zum kulturellen Leben im Stadtbezirk bei.

## Geschichte
1913 holte Leipzig den in Dresden tätigen Bibliothekar Walter Hofmann in die Stadt und beauftragte ihn mit der Gründung von als Städtische Bücherhallen bezeichneten Volksbüchereien, deren Direktor er wurde. Von 1914 bis 1929 entstanden vier Bücherhallen in verschiedenen Stadtbezirken. Die II. Bücherhalle im Stadtbezirk Süd öffnete am 1. November 1915 in der damaligen Zeitzer Straße 28 neben dem Volkshaus. 1918 hatten die ersten beiden Bücherhallen zusammen einen Bestand von 27.187 Bänden.

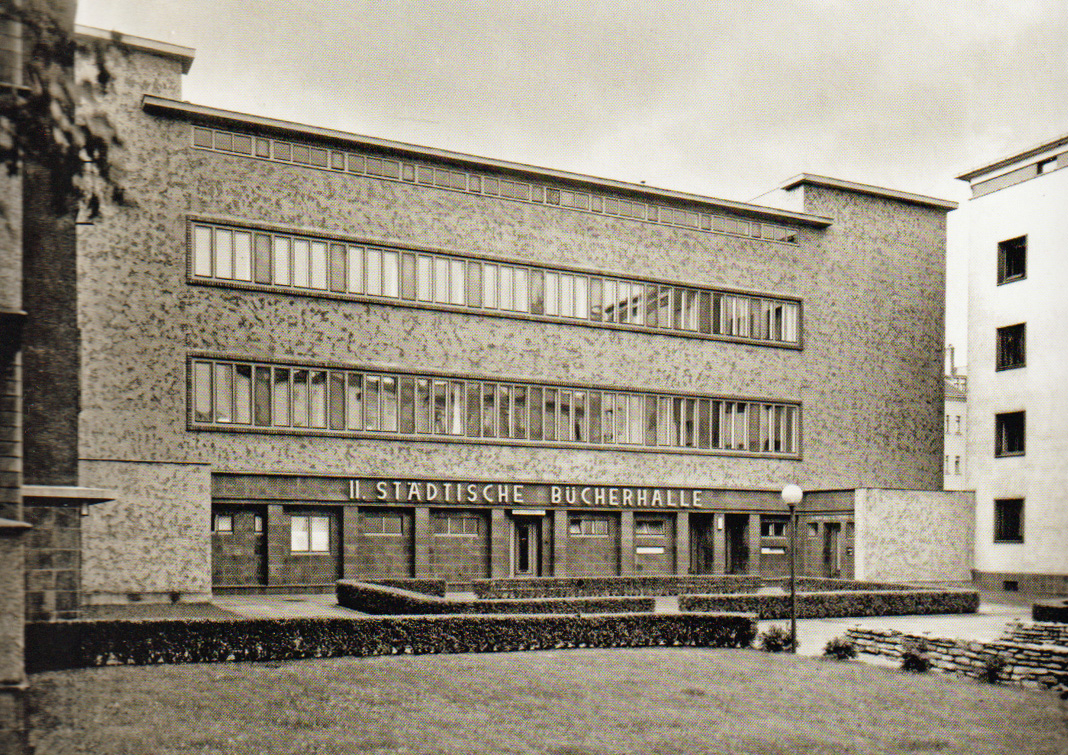
II. Städtische Bücherhalle (1930)

1930 zog die II. Bücherhalle in den oben beschriebenen Neubau in der Steinstraße. Architekt des Gebäudes war Otto Fischbeck (1893–1970), der auch die IV. Bücherhalle in der Zschocherschen Straße 14 (heute Georg-Maurer-Bibliothek) in Plagwitz errichtete. Nahezu zeitgleich mit der II. Bücherhalle entstanden die flankierenden Wohnbauten nach Plänen von Johannes Koppe (1883–1959).
Im Zweiten Weltkrieg wurde die II. Bücherhalle vor größeren Schäden verschont. 1945 wurde der Bibliothekar Ernst Adler (1898–1981) als Direktor der Städtischen Bücherhallen eingesetzt. Bis 1958 waren die Stadtbibliothek und die Bücherhallen getrennte Einrichtungen, die dann zur Stadt- und Bezirksbibliothek Leipzig zusammengefasst und 1991 in Leipziger Städtische Bibliotheken umbenannt wurden. Nach einer Sanierung mit geringen Änderungen am Äußeren aber innerer Umgestaltung erhielt die Stadtbezirksbücherei Süd 2014 den Namen „Walter Hofmann“.